# 房皞
房皥（1236年—?），字希白，号白云子。临汾人。
金章宗承安四年（1199年）出生，金卫绍王崇庆二年，河东大旱，十四歲随家南迁。有诗名。正大五年，客居樊城，“朝不谋夕，诵尧舜周孔不辍”。试补府学，曾官南漳县令，端平元年（1234年），襄阳府学教谕，与楊宏道有交往，宏道卒，作《哭杨叔能》诗。元至元十八年（1281年）仍在世。《全宋诗》卷3762收房灏《寄西湖》、《别西湖》诗，当为房皥之误。